# ГЕС Croix
ГЕС Croix — гідроелектростанція на південному заході Швейцарії. Становить верхній ступінь у каскаді із двох дериваційних ГЕС, що працюють на ресурсі річки Lienne (права притока Рони), яка стікає з південного схилу Бернських Альп.
Під час спорудження станції річку перекрили бетонною арковою греблею Zeuzier (Tseuzier) висотою 156 м, довжиною 256 м, товщиною від 7 (по гребеню) до 26 м, яка потребувала 300 тис. м3 матеріалу. Також наявна допоміжна земляна гребля висотою 20 м, довжиною 155 м, товщиною від 8 (по гребеню) до 72 м, яка потребувала 67 тис. м3 матеріалу. У підсумку це утворило водосховище площею поверхні 0,85 км2 та об'ємом 126 млн м3. Окрім прямого стоку до водосховища через дериваційний тунель перекидається ресурс із річки Ertense (ліва притока Lienne, яка впадає в неї нижче від греблі).
До машинного залу вода подається через головний дериваційний тунель довжиною 3,2 км та діаметром 2 м, що переходить у похилу напірну шахту довжиною 1,5 км зі змінним діаметром від 1,8 до 1,6 м. Ці об'єкти прокладені в гірському масиві правобережжя річки та приймають додатковий ресурс із водозаборів на кількох струмках. Сам зал споруджений у підземному виконанні та обладнаний двома турбінами типу Пелтон загальною потужністю 66 МВт, які при напорі у 855 м забезпечують річне виробництво на рівні 145 млн кВт·год.
Відпрацьована вода відводиться по тунелю довжиною 0,5 км до нижнього балансуючого резервуара Croix об'ємом 90 тис. м3, створеного на Lienne земляною греблею висотою 20 м та довжиною 100 м. Звідси вона спрямовується на нижній ступінь ГЕС Сент-Леонард.
Видача продукції відбувається по ЛЕП, що працює під напругою 65 кВ.